# Кавар
Кавар (фр. Kaouar) — оазис в 150 км на северо-востоке Нигера. Представляет собой обрывистую местность. Наивысшая точка местности (576 м) — Пик Зумри. Кавар окружена пустыней Тенере. Расположен на юге департамента Бильма региона Агадес.
В Каваре расположены десять оазисов, в крупнейших из них, Бильме, Дирку, Анее и Сегедине, находятся населённые пункты. Благодаря присутствию источников воды, оазисы Кавара всегда были важной остановкой на маршруте через Сахару, как в древности, так и сейчас. В Средние Века они были главным местом производства фиников и соли, по этой причине местность была под пристальным взором кочевников, туарегов и королевства Канем-Борно. Многочисленные археологические памятники и наскальные рисунки свидетельствуют о том, что здесь около 10 000 лет назад обитали люди, когда этот район был окружен густыми лугами.
Имеется несколько озёр: Аяма, Эльки-Гернама, Барара и Калала.
Большинство населения Кавара составляют тубу. Тубу выбирают султана Кавара — своего традиционного правителя, резиденция которого находится в Анее.